# Monika Lundi
Monika Lundi (Berlijn, 22 augustus 1942 – München, 26 februari 2025) was een Duitse actrice.

## Biografie
Monika Lundi groeide op in een weeshuis in Berlijn, ging naar een huishoudschool en volgde een opleiding tot grafisch ontwerper aan de Berlin School of Fine Arts. Ze werkte als model en verscheen op 29 november 1967 op de cover van het tijdschrift Quick. Na een paar zeer kleine film- en televisieoptredens kreeg Lundi eind 1968 de hoofdrol in de komische film Das Go-Go-Girl vom Blow-Up. Ze werd bekend bij het televisiepubliek door de elfdelige serie Von Liebe keine Rede. In 1972 was ze de partner van Roy Black in de Heimatfilm Grün ist die Heide. Vanwege haar populariteit ontving ze in 1973 de bronzen Bravo Otto.
Lundi trouwde in 1973 in Denemarken met haar collega-acteur Horst Janson, maar ze scheidden in 1976. Met hem nam ze in 1975 de plaat Wir wollen es haben op. De productie van Michael Kunze was de Duitse versie van de Paul Anka-hit Having My Baby. De single was geen commercieel succes. Lundi veroorzaakte opschudding in 1979/1980 toen ze haar collega Burkhard Driest aangaf wegens verkrachting tijdens een acteerles in Santa Monica. Haar beschuldiging dat Driest haar in juli 1979 tot seks had gedwongen, overtuigde de rechtbank niet: Driest werd op 28 juli 1980 veroordeeld tot een boete van 500 dollar wegens geweldpleging.
In latere jaren was Lundi vooral te zien in afleveringen van televisieseries als Tatort en series als Ein Fall für Zwei en Marienhof. Ze vond andere manieren om zich uit te drukken, onder andere bij het bespreken van audioboeken.
Na een tweede huwelijk met regisseur Hartmut Griesmayr, was Lundi sinds 1989 getrouwd met acteur Hans Stetter (1927–2019).
Lundi overleed eind februari 2025 op 82-jarige leeftijd.

## Filmografie
- 1968: Zuckerbrot und Peitsche
- 1968: Mord in Frankfurt
- 1968: Bengelchen liebt kreuz und quer
- 1968: Babeck (tv-driedeler)
- 1968: Dafür gibt's kein Rezept (tv-serie Sie schreiben mit)
- 1969: Die Kramer (tv-serie)
- 1969: Salto Mortale (tv-serie, aflevering: Gastspiel in Hamburg)
- 1969: Das Go-Go-Girl vom Blow-Up
- 1970: Dr. Meinhardts trauriges Ende (serie Der Kommissar)
- 1971: Von Liebe keine Rede (tv-serie)
- 1971: Der Kapitän
- 1972: Sternschnuppe
- 1972: Grün ist die Heide
- 1973: … aber Jonny!
- 1973: Der Bastian (tv-serie)
- 1973: Crazy – total verrückt
- 1974: Ein toter Taucher nimmt kein Gold
- 1974: Maulhelden (serie Münchner Geschichten)
- 1976: Weder Tag noch Stunde
- 1976: Notwehr
- 1979: Fallstudien
- 1981: Ein zauberhaftes Biest (tv-serie, 1 aflevering)
- 1982: Tatort: Tatort: Kindergeld
- 1983: Die Rückkehr der Träume
- 1983: Auf Achse (serie, seizoen 2, aflevering 7: Goldsucher in Lappland)
- 1983: Tödliches Viereck (serie Ein Fall für zwei)
- 1990: Liebesgeschichten (tv-serie)
- 1990: Pension Corona (tv-serie)
- 1994: Potemkin läßt grüßen (SOKO 5113)
- 1996: Der Bulle von Tölz: Tod am Altar
- 2002: Geschlossene Gesellschaft (serie Rosa Roth)